# Xã Colerain, Quận Belmont, Ohio
Xã Colerain (tiếng Anh: Colerain Township) là một xã thuộc quận Belmont, tiểu bang Ohio, Hoa Kỳ. Năm 2010, dân số của xã này là 4.276 người.